# Agreement of the People

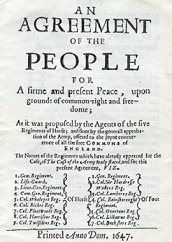
Titelblatt eines Drucks von 1647

Mit Agreement of the People (An Agreement of the People for a firm and present peace upon grounds of common right, engl. „Übereinkunft des Volkes“) waren verschiedene Versionen eines Manifests mit Verfassungsvorschlägen betitelt, die während und unmittelbar nach dem Englischen Bürgerkrieg kursierten. Sie werden meist mit den Levellers verbunden, es wurden aber auch Fassungen von den Agitators und dem Rat der New Model Army veröffentlicht, also dem independentistischen Heer Oliver Cromwells. Enthalten waren politische Vorschläge oder Forderungen, die diese Gruppen besonders betrafen, oder solche von besonders großem allgemeinen Interesse. Zentrale Themen waren, als Folge starker demokratischer Tendenzen: Religionsfreiheit, Gleichheit vor dem Gesetz, allgemeine politische Teilhabe, Ende der Kerkerstrafen für Schuldner. Das Agreement war ein wichtiger Schritt auf dem Weg zur Ausgestaltung der englischen Demokratie und der Menschenrechte, insbesondere der neuzeitlichen Toleranzidee und ihrer Verwirklichung.
Nach dem Ende des Bürgerkriegs wurde das Agreement ab 1647 in den Putney-Debatten diskutiert und zusehends durch Ausnahmen verwässert, beispielsweise sollte die Religionsfreiheit nicht für Katholiken und das Wahlrecht nur für erwachsene männliche Landbesitzer gelten. Schließlich erlitten die Levellers eine Niederlage, als die New Model Army sich für die Annahme eines anderen Dokuments als Grundlage ihrer Forderungen entschied: die Heads of Proposals, die von den Granden der Armee vorgelegt worden waren.